# パウラ・ニセティチ
パウラ・ヤミラ・ニセティチ（Paula Yamila Nizetich、1989年1月27日 - ）は、アルゼンチンの女子バレーボール選手。ポジションはアウトサイドヒッター。アルゼンチン代表。

## 来歴

### クラブチーム
コルドバ出身。2004年、Club 9 de Julioへ入団し3年間プレー。2007/08シーズンはスペインリーグのClub 15-15でプレーした。2008/09シーズンはフランスリーグのSaint-Cloud Paris Stade françaisへ移籍し1年間プレーした。2009/10シーズンはドイツのRote Raben Vilsbiburgでプレーし、ブンデスリーガで優勝を果たした。2010/11シーズンからはフランスリーグのSaint-Cloud Paris Stade françaisでプレーし、3年間プレーした。2013/14シーズンはトルコリーグのベシクタシュと契約し1年間プレーした。2014/15シーズンはトルコリーグのニルフェル・ベレディイェスポルへ移籍した。2015/16シーズンからはSeramiksan SKへ加入し、同チームの1部リーグ昇格に貢献した。2017/18シーズンはイタリアセリエA1のVolley Pesaroでプレーすることが発表され、チームの主将として活躍した。2018/19シーズンはセリエA1のイゴール・ゴルゴンゾーラ・ノヴァーラでプレーし、セリエA1で準優勝、欧州チャンピオンズリーグで優勝を果たした。2019/20シーズンはクーネオ・グランダ・バレーでプレーした。2020/21シーズンはフランスのBéziers Volleyへの移籍が発表され、フランスLigaAで準優勝となった。2021/22シーズンはイタリアセリエA1のTrentino Volleyへ移籍し、チームの主将を務め活躍した。2022/23シーズンはギリシャのAEK Athensに移籍し、ギリシャリーグではベストアウトサイドヒッター賞を受賞しチームは4位となった。

### 代表チーム
アンダーカテゴリーの代表を経て2006年にアルゼンチン代表に初選出される。2007年、南米選手権に出場した。2011年、南米選手権では銀メダルを獲得した。同年11月に日本で開催されたワールドカップではベストサーバー部門で4位に入る活躍をみせた。2013年より代表チームの主将を務め、同年のワールドグランプリに出場した。2014年にイタリアで開催された世界選手権、2016年のリオ五輪に出場した。2017年、モントルーバレーマスターズではベストアウトサイドヒッター賞を受賞した。2018年、ネーションズリーグに出場した。2019年、ワールドカップに出場し、ベストサーバー部門で1位だった。2021年、東京五輪に出場した。2022年、オランダで開催された世界選手権に出場した。2023年、日本で開催されたパリ五輪予選に出場した。

## 球歴
- オリンピック - 2016年、2021年
- 世界選手権 - 2014年、2022年
- ワールドカップ - 2011年、2019年
- 南米選手権 - 2009年、2011年、2013年、2023年
- ワールドグランプリ - 2011年、2012年、2013年、2014年、2016年
- ネーションズリーグ - 2018年

## 受賞歴
- 2017年 モントルーバレーマスターズ ベストアウトサイドヒッター賞
- 2023年 ギリシャカップ　MVP
- 2023年 2022/23ギリシャリーグ　ベストアウトサイドヒッター賞

## 所属クラブ
- Club 9 de Julio（2004-2007年）
- Club 15-15（2007-2008年）
- Saint-Cloud Paris Stade français（2008-2009年）
- Rote Raben Vilsbiburg（2009-2010年）
- Saint-Cloud Paris Stade français（2010-2013年）
- ベシクタシュ（2013-2014年）
- ニルフェル・ベレディイェスポル（2014-2015年）
- Seramiksan SK（2015-2017年）
- スカボリーニ・ペーザロ（2017-2018年）
- イゴール・ゴルゴンゾーラ・ノヴァーラ（2018-2019年）
- クーネオ・グランダ・バレー（2019-2020年）
- Béziers Volley（2020-2021年）
- Trentino Volley（2021-2022年）
- AEKアテネ（2022-2023年）
- オリンピアコス（2023年-）